# Mary Mary
Mary Mary ist ein US-amerikanisches Gospel-Duo.

## Bandgeschichte
Erica und Tina Atkins wuchsen zusammen mit sieben weiteren Geschwistern in Inglewood in Kalifornien auf. Ihre Eltern waren Gospelsänger und so sangen sie schon als Kinder im Kirchenchor. Zusammen hatten sie auch einen Auftritt im Fernsehen in der Bobby-Jones-Gospel-Show. Später traten die beiden Schwestern in zwei Gospel-Bühnenshows von Michael Matthews auf und jede von ihnen arbeitete als Backgroundsängerin für verschiedene Künstler aus dem R&B-Bereich.
Ein Zusammentreffen mit dem Produzenten Warryn Campbell führte dann zum Zusammenschluss als Duo unter dem Namen Mary Mary, eine Anspielung auf die zwei Frauen namens Maria in der Bibel, die Jungfrau Maria, Mutter Jesu, und Maria Magdalena. Es folgten ihre ersten gemeinsamen Produktionen. Mit Beiträgen zu den Soundtracks von Dr. Dolittle und Der Prinz von Ägypten im Jahr 1998 gewannen sie die Aufmerksamkeit des Columbia-Labels, bei dem 2000 ihr Debütalbum Thankful erschien. Es ragte dadurch heraus, dass es kein klassisches Gospelalbum war, sondern ein Crossover-Album mit anderen Richtungen der Black Music wie R&B, Hip-Hop und Soul. Mit der ersten Single Shackles (Praise You) hatten sie sofort ihren Durchbruch. Sie wurde auch in Europa ein großer Hit und kam unter anderem in Großbritannien unter die Top 5. In den USA war er ein Nummer-eins-Gospelhit und ein Top-10-Hit in den R&B-Charts.
Das Album Thankful kam zwar nur auf Platz 59 in den US-Albumcharts, verkaufte sich bis Ende 2001 aber über eine Million Mal und bekam dafür Platin. Bei den Grammy Awards 2001 wurde ihr Debüt als Bestes zeitgenössisches Soul-Gospelalbum ausgezeichnet.
International blieb das Album zwar ihr einziger Erfolg, in ihrer Heimat konnten sie sich aber mit den Alben Incredible (2002) und Mary Mary (2005) fest im Gospelbereich etablieren. Beide Alben erreichten Platz 1 der Gospel- und die Top 10 der R&B-Albumcharts und verkauften sich jeweils über 500.000 Mal und wurden mit Gold ausgezeichnet. Mit In the Morning, Dance Dance Dance, Heaven und Yesterday hatten sie vier weitere Nummer-eins-Gospelhits in dieser Zeit. Darüber hinaus gründeten die beiden Schwestern eigene Familien: Erica hatte ihren Produzenten Warryn Campbell geheiratet und Tina einen Schlagzeuger, der zufällig ebenfalls Campbell heißt, und beide hatten Nachwuchs zur Welt gebracht.
Im Jahr 2008 folgte mit The Sound erneut ein sehr erfolgreiches Album. Mit Platz 7 erreichte es ihre bislang beste Platzierung in den offiziellen US-Albumcharts. In den Gospel-Albumcharts war es insgesamt über ein halbes Jahr auf Platz 1. In der Kategorie Bestes R&B-Gospelalbum war es eine von drei Grammy-Nominierungen 2009 für Mary Mary. Eine davon, durch den Song Get Up als beste Gospeldarbietung des Jahres, führte zu ihrem zweiten Grammy-Gewinn. Mit God in Me zusammen mit der Gospelsängerin KiKi Sheard hatten sie außerdem ihren zweiten Hit in den Billboard Hot 100.
Nach dem Album Go Get It, das 2012 erschien, entschlossen sich beide zu einer Solokarriere. 2014 veröffentlichte Erica Campbell ihr erstes eigenes Album, ein Jahr später folgte Tina Campbell und beide konnten an ihre gemeinsamen Erfolge anknüpfen.

## Bandmitglieder
- Erica Campbell (* 29. April 1972 in Inglewood, Kalifornien)[2]
- Trecina „Tina“ Campbell (* 1. Mai 1975 in Inglewood, Kalifornien)[2]

## Diskografie

### Alben
- 2000: Thankful
- 2002: Incredible
- 2005: Mary Mary
- 2006: A Mary Mary Christmas
- 2008: The Sound
- 2011: Something Big
- 2012: Go Get It

### Singles
- 2000: Shackles (Praise You)
- 2001: I Sings (feat. BB Jay)
- 2001: Can’t Give Up Now
- 2001: Wade in the Water
- 2002: In the Morning
- 2003: Dance, Dance, Dance
- 2003: Won’t Ever Change
- 2005: Heaven
- 2005: The Real Party
- 2006: Yesterday
- 2006: Believer
- 2006: Gift of Love
- 2008: Love Him Like I Do
- 2008: Get Up
- 2009: God in Me (feat. Kierra Sheard)
- 2011: Walking

## Auszeichnungen für Musikverkäufe
| Silberne Schallplatte - Frankreich - 2000: für die Single Shackles (Praise You) Goldene Schallplatte - Belgien - 2000: für die Single Shackles (Praise You) - Neuseeland - 2000: für die Single Shackles (Praise You) - Schweden - 2000: für die Single Shackles (Praise You) | Platin-Schallplatte - Australien - 2000: für die Single Shackles (Praise You) |

Anmerkung: Auszeichnungen in Ländern aus den Charttabellen bzw. Chartboxen sind in ebendiesen zu finden.
| Land/RegionAuszeichnungen für Musikverkäufe (Land/Region, Auszeichnungen, Verkäufe, Quellen) | Silber     | Gold     | Platin     | Verkäufe  | Quellen                   |
| -------------------------------------------------------------------------------------------- | ---------- | -------- | ---------- | --------- | ------------------------- |
| Australien (ARIA)                                                                            | —          | —        | Platin1    | 70.000    | aria.com.au               |
| Belgien (BRMA)                                                                               | —          | Gold1    | —          | 25.000    | ultratop.be               |
| Frankreich (SNEP)                                                                            | Silber1    | —        | —          | 125.000   | infodisc.fr               |
| Neuseeland (RMNZ)                                                                            | —          | Gold1    | —          | 7.500     | aotearoamusiccharts.co.nz |
| Schweden (IFPI)                                                                              | —          | Gold1    | —          | 15.000    | sverigetopplistan.se      |
| Vereinigte Staaten (RIAA)                                                                    | —          | 2× Gold2 | 3× Platin3 | 4.000.000 | riaa.com                  |
| Vereinigtes Königreich (BPI)                                                                 | Silber1    | —        | Platin1    | 660.000   | bpi.co.uk                 |
| Insgesamt                                                                                    | 2× Silber2 | 5× Gold5 | 5× Platin5 |           |                           |